# París-Niza 1969
La París-Niza 1969 fue la 27.ª edición de la París-Niza, que se disputó entre el 10 de marzo y el 16 de marzo de 1969. Eddy Merckx (Faema) gana la primera de sus tres París-Niza. Los franceses Raymond Poulidor (Mercier-BP-Hutchinson) y Jacques Anquetil (Bic), en su última participación, quedaron segundo y tercero respectivamente.
En las clasificaciones secundarias, Gilbert Bellone (Bic) se llevó la clasificación de la montaña, Marino Basso (Molteni) ganó la clasificación por puntos y el conjunto Bic la de equipos después de que cinco de sus hombres se colaran entre los diez primeros de la general.

## Recorrido
El recorrido de 1.213 km se reparte en 11 etapas disputadas en 6 días, puesto que varias se dividen en dos sectores. Abundan las contrarrelojes: el primer sector de la primera y tercera etapa son cronos individuales cortas, el primer sector de la quinta etapa es una contrarreloj por equipos y el último sector es la instauración de la cronoescalada en el Col d'Èze. Las principales dificultades montañosas son el Col de la République en la cuarta etapa, el Col de Garde y Mont Faron en el segundo sector de la quinta etapa y el mencionado Col d'Èze.

## Participantes
En esta edición de la París-Niza tomaron la salida 112 corredores divididos en 14 equipos: Bic, Salvarani, Molteni, Faema, Mann-Grundig, Mercier-BP-Hutchinson, Flandria-De Clerck-Kruger, Peugeot-BP-Michelin, Frimatic-Viva-De Gribaldy, Sonolor-Lejeune, Willem II-Gazelle, Kas-Kaskol, Zimba-Mondia y Caballero. La prueba la acabaron 70 corredores.

## Desarrollo
La prueba se inicia con una contrarreloj individual de cuatro kilómetros ganada por Raymond Poulidor. Eddy Merckx es segundo a cuatro décimas. El segundo sector del día es ganado en solitario por Léo Duyndam pero los diez segundos que saca en meta al resto de favoritos no son suficientes para desbancar a Poulidor del liderazgo.
El día siguiente, Merckx gana la etapa y se pone líder empatado a tiempo con Poulidor.
En la tercera etapa Merckx consolida su liderazgo de manera definitiva. En el primer sector saca tiempo al resto de favoritos - rasgo de Rolf Wolfshohl y Jacques Anquetil - y en la corta crono del segundo sector hace una exhibición, puesto que el resto de corredores pierden, como mínimo, dos segundos por kilómetro con él. Al final del día solo Poulidor y Anquetil están a menos de un minuto de Merckx en la general mientras que otros favoritos como Felice Gimondi, Gilbert Bellone o Herman Van Springel se encuentran a más de tres minutos.
La cuarta etapa se convierte en un asedio al líder y a su equipo. El Bic de Raphaël Géminiani y los italianos del Salvarani mueven sus hombres: Wolfshohl, Bellone, Janssen, Gimondi, Dancelli o Zandegu atacan varias veces durante la etapa. Aun así Merckx mantiene las distancias en la general con Anquetil y Poulidor aunque Wolfshohl se acerca a 46".
La quinta etapa se divide en dos sectores. El primero es una contrarreloj por equipos que no cuenta para la clasificación por equipos. Es ganada por el Salvarani de Gimondi pero los Faema de Merckx son según a 21". El segundo sector son más de 200 kilómetros con el col de Garde y Mont Faron. Merckx deja hacer a Pingeon y Janssen en Garde y sube Mont Faron con el resto de favoritos. A su cumbre Janssen tiene la suficiente ventaja para llevarse la etapa en solitario pero en línea de meta saca unos pocos segundos al resto de ciclistas. Merckx mantiene las diferencias en la general y, además, Wolfshohl pierde más de dos minutos.
La sexta etapa es una tregua para el líder al producirse ataques de hombres sin importancia en la general. La victoria de etapa es para Jos van der Vleuten el cual se aprovecha de la caída en el descenso hacia meta de sus compañeros de escapada José Catieau y Michel Coulon.
El último día de competición se divide, otro golpe, en dos sectores. El primero es para Marino Basso en una llegada masiva. Dino Zandegu es el ganador inicial pero es posteriormente descalificado por irregularidades en el esprint. El segundo sector es la aparición de la tradicional cronoescalada al Col d'Èze. Merckx lo afronta con 29" sobre Poulidor, con 45" sobre Anquetil y con más de dos minutos sobre el resto de corredores. El belga, que ya le sacaba ocho segundos a Poulidor en el punto intermedio, la gana con solvencia e incluso dobla a Anquetil.

## Resultados de las etapas
| Etapas                 | Fecha       | Recorrido                     | Km       | Vencedor de etapa   | Líder de la general |
| ---------------------- | ----------- | ----------------------------- | -------- | ------------------- | ------------------- |
| 1.ª etapa, 1.er sector | 10 de marzo | Villebon-sur-Yvette (CRI)     | 4 km     | Raymond Poulidor    | Raymond Poulidor    |
| 1.ª etapa, 2.º sector  | 10 de marzo | Villebon-sur-Yvette-Joigny    | 153 km   | Léo Duyndam         | Raymond Poulidor    |
| 2.ª etapa              | 11 de marzo | Joigny-Le Creusot             | 211 km   | Eddy Merckx         | Eddy Merckx         |
| 3.ª etapa, 1.er sector | 12 de marzo | Paray-le-Monial-Saint-Étienne | 147 km   | Eric Leman          | Eddy Merckx         |
| 3.ª etapa, 2.º sector  | 12 de marzo | Saint-Étienne (CRI)           | 6.5 km   | Eddy Merckx         | Eddy Merckx         |
| 4.ª etapa              | 13 de marzo | Saint-Étienne-Bollène         | 205 km   | Dino Zandegu        | Eddy Merckx         |
| 5.ª etapa, 1.er sector | 14 de marzo | Tavel (CRE)                   | 20.5 km  | Salvarani           | Eddy Merckx         |
| 5.ª etapa, 2.º sector  | 14 de marzo | Cavaillon-Hyères              | 207.5 km | Jan Janssen         | Eddy Merckx         |
| 6.ª etapa              | 15 de marzo | Hyères-Draguignan             | 137 km   | Jos van der Vleuten | Eddy Merckx         |
| 7.ª etapa, 1.er sector | 16 de marzo | Draguignan-Niza               | 105 km   | Marino Basso        | Eddy Merckx         |
| 7.ª etapa, 2.º sector  | 16 de marzo | Niza-Col d'Èze (CRI)          | 9.5 km   | Eddy Merckx         | Eddy Merckx         |

## Etapas

### 1.ª etapa, 1.ersector
10-03-1969. Villebon-sur-Yvette, 4 km. CRI
| Pos. | Ciclista         | Equipo                | Tiempo |
| ---- | ---------------- | --------------------- | ------ |
| 1    | Raymond Poulidor | Mercier-BP-Hutchinson | 6' 11" |
| 2    | Eddy Merckx      | Faema                 | m. t.  |
| 3    | Jacques Anquetil | Bic                   | + 7"   |
| 4    | Charly Grosskost | Bic                   | + 12"  |
| 5    | Jan Janssen      | Bic                   | + 17"  |

### 1.ª etapa, 2.º sector
10-03-1969. Villebon-sur-Yvette-Joigny, 153 km.
| Pos. | Ciclista        | Equipo                    | Tiempo     |
| ---- | --------------- | ------------------------- | ---------- |
| 1    | Léo Duyndam     | Caballero                 | 3h 59' 26" |
| 2    | Guido Reybrouck | Faema                     | + 10"      |
| 3    | Eddy Merckx     | Faema                     | m. t.      |
| 4    | Marino Basso    | Molteni                   | m. t.      |
| 5    | Eric Leman      | Flandria-De Clerck-Kruger | m. t.      |

### 2.ª etapa
11-03-1969. Joigny-Le Creusot 211 km.
| Pos. | Ciclista         | Equipo                | Tiempo     |
| ---- | ---------------- | --------------------- | ---------- |
| 1    | Eddy Merckx      | Faema                 | 6h 16' 08" |
| 2    | Raymond Poulidor | Mercier-BP-Hutchinson | + 1"       |
| 3    | Jan Janssen      | Bic                   | + 2"       |
| 4    | Gilbert Bellone  | Bic                   | m. t.      |
| 5    | Michele Dancelli | Molteni               | + 8"       |

### 3.ª etapa, 1.ersector
12-03-1969. Paray-le-Monial-Saint-Étienne 147 km.
| Pos. | Ciclista         | Equipo                    | Tiempo     |
| ---- | ---------------- | ------------------------- | ---------- |
| 1    | Eric Leman       | Flandria-De Clerck-Kruger | 3h 48' 31" |
| 2    | Alain Vasseur    | Bic                       | m. t.      |
| 3    | Julien Stevens   | Faema                     | m. t.      |
| 4    | Marinus Wagtmans | Willem II-Gazelle         | m. t.      |
| 5    | Eddy Merckx      | Faema                     | + 9"       |

### 3.ª etapa, 2.º sector
12-03-1969. Saint-Étienne, 6.5 km. CRI
| Pos. | Ciclista            | Equipo       | Tiempo |
| ---- | ------------------- | ------------ | ------ |
| 1    | Eddy Merckx         | Faema        | 8' 24" |
| 2    | Herman van Springel | Mann-Grundig | + 14"  |
| 3    | Jacques Anquetil    | Bic          | + 15"  |
| 4    | Felice Gimondi      | Salvarani    | m. t.  |
| 5    | Charly Grosskost    | Bic          | + 24"  |

### 4.ª etapa
13-03-1969. Saint-Étienne-Bollène, 205 km.
| Pos. | Ciclista             | Equipo          | Tiempo     |
| ---- | -------------------- | --------------- | ---------- |
| 1    | Dino Zandegu         | Salvarani       | 5h 30' 10" |
| 2    | José Catieau         | Sonolor-Lejeune | m. t.      |
| 3    | Gilbert Bellone      | Bic             | m. t.      |
| 4    | Marino Basso         | Molteni         | + 6"       |
| 5    | Daniel van Ryckeghem | Mann-Grundig    | m. t.      |

### 5.ª etapa, 1.ersector
14-03-1969. Tavel, 20.5 km. CRI
| Pos. | Equipo                    | Tiempo   |
| ---- | ------------------------- | -------- |
| 1    | Salvarani                 | 21' 40"  |
| 2    | Faema                     | + 21"    |
| 3    | Mercier-BP-Hutchinson     | + 37"    |
| 4    | Flandria-De Clerck-Kruger | + 54"    |
| 5    | Molteni                   | + 1' 00" |

### 5.ª etapa, 2.º sector
14-03-1969. Cavaillon-Hyères, 207,5 km.
| Pos. | Ciclista            | Equipo                | Tiempo     |
| ---- | ------------------- | --------------------- | ---------- |
| 1    | Jan Janssen         | Bic                   | 5h 38' 09" |
| 2    | Herman van Springel | Mann-Grundig          | + 6"       |
| 3    | Raymond Poulidor    | Mercier-BP-Hutchinson | + 14"      |
| 4    | Gilbert Bellone     | Bic                   | m. t.      |
| 5    | Roger Pingeon       | Peugeot-BP-Michelin   | m. t.      |

### 6.ª etapa
15-03-1969. Hyères-Draguignan, 137 km.
| Pos. | Ciclista            | Equipo            | Tiempo     |
| ---- | ------------------- | ----------------- | ---------- |
| 1    | Jos van der Vleuten | Willem II-Gazelle | 3h 34' 10" |
| 2    | Roger Rosiers       | Mann-Grundig      | + 46"      |
| 3    | Evert Dolman        | Willem II-Gazelle | m. t.      |
| 4    | Marino Basso        | Molteni           | m. t.      |
| 5    | Dino Zandegu        | Salvarani         | m. t.      |

### 7.ª etapa, 1.ersector
16-03-1969. Draguignan-Niza, 105 km.
| Pos. | Ciclista            | Equipo    | Tiempo     |
| ---- | ------------------- | --------- | ---------- |
| 1    | Marino Basso        | Molteni   | 2h 33' 51" |
| 2    | Valere van Sweevelt | Faema     | m. t.      |
| 3    | Dino Zandegu        | Salvarani | m. t.      |
| 4    | José Samyn          | Bic       | m. t.      |
| 5    | Harry Steevens      | Caballero | m. t.      |

### 7.ª etapa, 2.º sector
16-03-1969. Niza-Col d'Èze, 9.5 km. CRI
| Pos. | Ciclista            | Equipo                | Tiempo   |
| ---- | ------------------- | --------------------- | -------- |
| 1    | Eddy Merckx         | Faema                 | 20' 40"  |
| 2    | Raymond Poulidor    | Mercier-BP-Hutchinson | + 22"    |
| 3    | Herman van Springel | Mann-Grundig          | + 47"    |
| 4    | Raymond Delisle     | Peugeot-BP-Michelin   | + 56"    |
| 5    | Jacques Anquetil    | Bic                   | + 1' 32" |

## Clasificaciones finales

### Clasificación general
| Ciclista | Equipo              | Tiempo                |             |
| -------- | ------------------- | --------------------- | ----------- |
| 1        | Eddy Merckx         | Faema                 | 31h 56' 57" |
| 2        | Raymond Poulidor    | Mercier-BP-Hutchinson | + 51"       |
| 3        | Jacques Anquetil    | Bic                   | + 2' 17"    |
| 4        | Herman van Springel | Mann-Grundig          | + 3' 40"    |
| 5        | Raymond Delisle     | Peugeot-BP-Michelin   | + 4' 27"    |
| 6        | Jan Janssen         | Bic                   | + 4' 51"    |
| 7        | Gilbert Bellone     | Bic                   | + 4' 57"    |
| 8        | Rolf Wolfshohl      | Bic                   | + 5' 04"    |
| 9        | Roger Pingeon       | Peugeot-BP-Michelin   | + 5' 56"    |
| 10       | Alain Vasseur       | Bic                   | + 6' 17"    |

## Evolución de las clasificaciones
| Etapa (Vencedor)                      | Clasificación general |
| ------------------------------------- | --------------------- |
| Etapa 1, 1º sector (Raymond Poulidor) | Raymond Poulidor      |
| Etapa 1, 2º sector (Léo Duyndam)      | Raymond Poulidor      |
| Etapa 2 (Eddy Merckx)                 | Eddy Merckx           |
| Etapa 3, 1º sector (Eric Leman)       | Eddy Merckx           |
| Etapa 3, 2º sector (Eddy Merckx)      | Eddy Merckx           |
| Etapa 4 (Dino Zandegu)                | Eddy Merckx           |
| Etapa 5, 1º sector (Salvarani)        | Eddy Merckx           |
| Etapa 5, 2º sector (Jan Janssen)      | Eddy Merckx           |
| Etapa 6 (Jos van der Vleuten)         | Eddy Merckx           |
| Etapa 7, 1º sector (Marino Basso)     | Eddy Merckx           |
| Etapa 7, 2º sector (Eddy Merckx)      | Eddy Merckx           |